# Ліцей села Клювинці

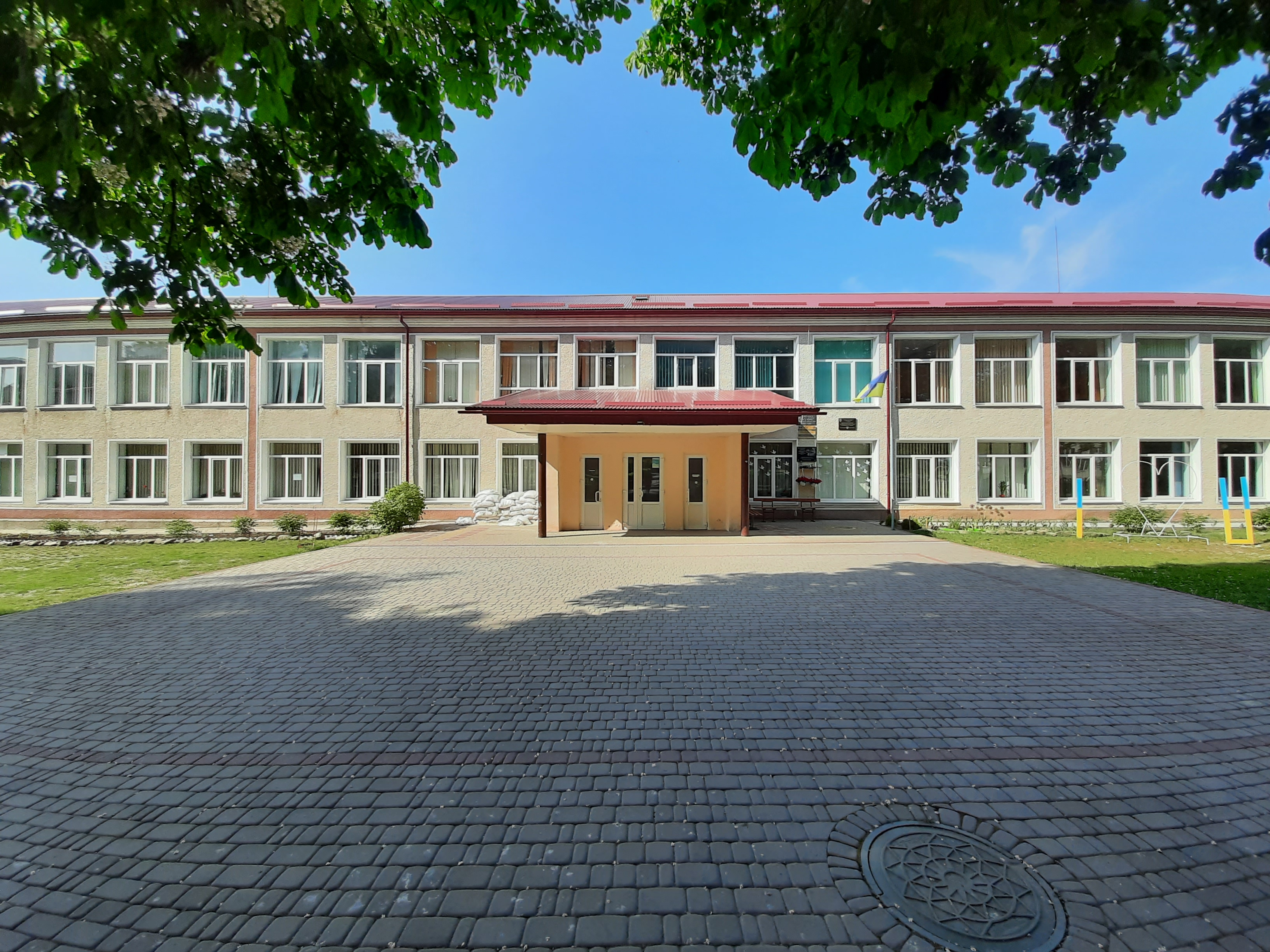
Приміщення ліцею села Клювинці

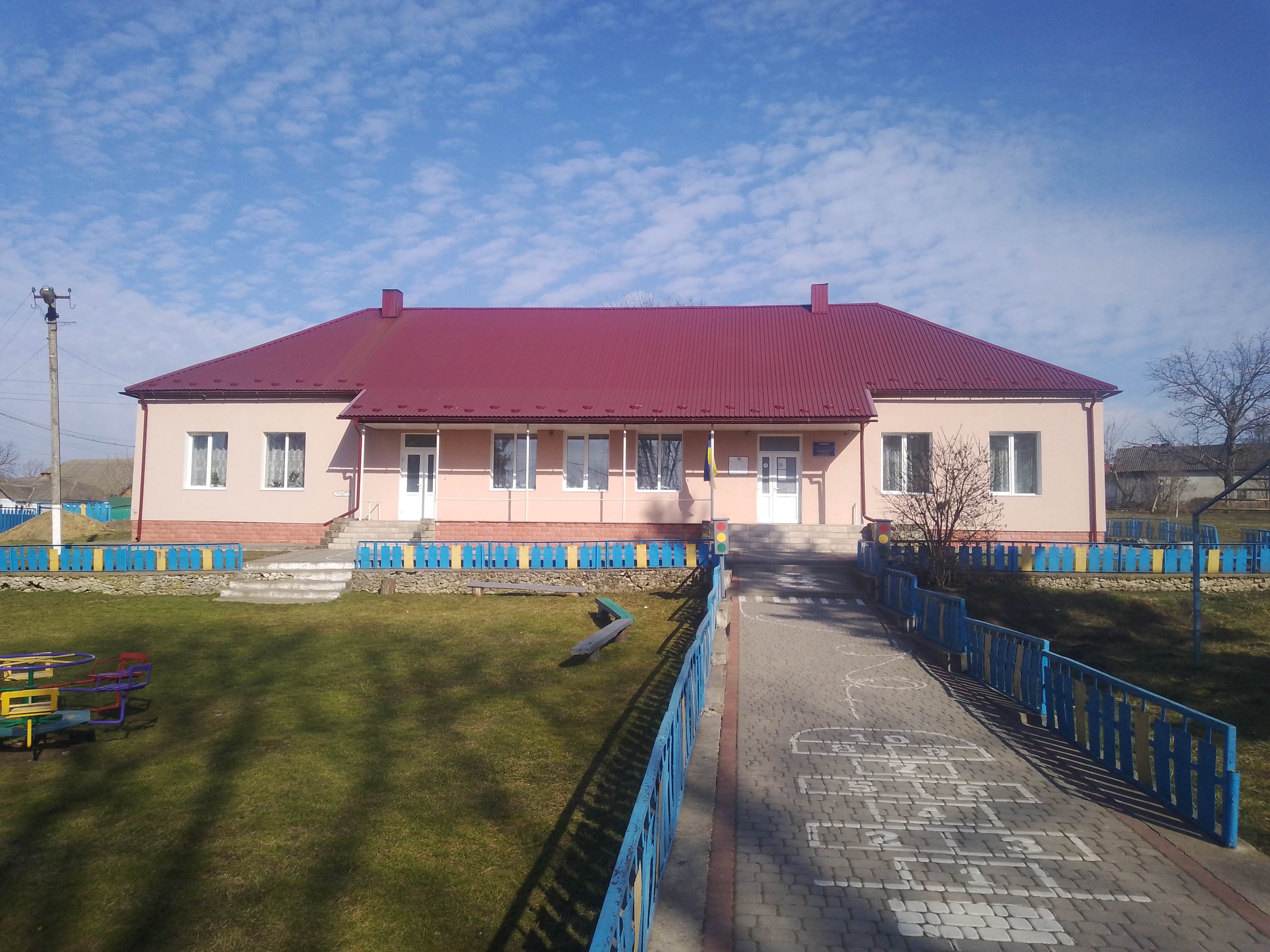
Приміщення дитячого садку в якому знаходилася школа с. Клювинці до 1971 року

Ліцей села Клювинці — заклад загальної середньої освіти села Клювинці.

## Історія
У 2022 році змінено назву «Загальноосвітня школа І-ІІІ ступенів села Клювинці» на Ліцей села Клювинці.

## Адміністрація

### Керівники (директори) закладу освіти
• 1971—1972 — Василь Васильович Шайнюк — учитель фізики.
• 1975—1977 — Гордіца Ярослав Григорович.
• 1977—1995 — Мельник Борис Іванович.
• 1995—2003 — Кошельник Сергій Петрович.
• 2003 — Романів Марія Ярославівна

## Відомі випускники
- Вишньовський Василь Володимирович(1997 — 2022) — український військовослужбовець, старший солдат Збройних сил України, учасник російсько-української війни[1].
- Демчак Іван Микитович — колишній заступник міністра агрополітики (Уряд Юлії Тимошенко, лютий-вересень 2005 р.)
- Лех Степан Васильович (1994—2025) — український військовик, учасник російсько-української війни[2].
- Слободян Роман Іванович (1982—2024) — український військовик, учасник російсько-української війни[3][4].
- Січинський Денис Володимирович (1865—1909) — український композитор.

## Випускники, які загинули у війні із рф
- Вишньовський Василь
- Лех Степан
- Слободян Роман